# Saint-Germain-d'Ectot
Saint-Germain-d'Ectot é uma ex-comuna francesa na região administrativa da Normandia, no departamento de Calvados. Estendeu-se por uma área de 4,94 km². Em 2010 a comuna tinha 337 habitantes (densidade: 68,2 hab./km²).
Em 1 de janeiro de 2017 foi fundida com as comunas de Anctoville, Longraye e Torteval-Quesnay para a criação da nova comuna de Aurseulles.